# R. J. Palacio
Raquel Jaramillo Palacio, nota anche con lo pseudonimo di R.J. Palacio (Queens, 13 luglio 1964), è una scrittrice, illustratrice e grafico statunitense. È nota per aver scritto il romanzo per ragazzi Wonder, da cui è stato tratto il film omonimo.

## Biografia
Nata nel Queens in una famiglia di immigrati colombiani, 
Raquel Jaramillo decise di frequentare il liceo The High School of Art & Design a Manhattan e si laurea in illustrazioni alla Parsons School of Design. Dopo la laurea illustra le copertine di moltissimi libri come Peter Pan: The Original Tale of Neverland o il romanzo rosa Ride Baby Ride.
Nel 2012 esce il suo primo romanzo per ragazzi sotto lo pseudonimo di R.J. Palacio (Palacio è il cognome della madre), Wonder, una storia sul bullismo che inizia a spopolare nelle scuole. In seguito a Wonder comincia a pubblicare una serie di libri su tutti i personaggi principali, come il bullo, Julian, o Cristopher, uno dei migliori amici di Auggie, il protagonista del romanzo.   
Oggi la scrittrice vive a Brooklyn con il marito Russell Gordon, i due figli e due cani.  

## Opere
- Wonder, 2012
- A Wonder Story: Il libro di Julian, 2015
- A Wonder Story: Il libro di Christopher, 2016
- A Wonder Story: Il libro di Charlotte, 2016
- Wonder: tutte le storie, 2017
- 365 giorni con Wonder: Libro dei precetti del Sig. Browne, 2017
- Siamo tutti Wonder, 2018
- Mai più. Per non dimenticare: A Wonder story, 2020
- Pony, 2022
- Wonder. White Bird, 2024